# Mareike Wegener
Mareike Wegener (* 1983 in Borken) ist eine deutsche Filmregisseurin, Drehbuchautorin und Filmproduzentin.

## Leben
Mareike Wegener wurde im westfälischen Münsterland geboren und wuchs nahe der niederländischen Grenze auf, wo ihr Vater, der Musiker Eckhard Wegener, ein Jazz-Lokal betrieb. Nach dem Abitur arbeitete sie als Schnittassistentin für einen großen Film- und Fernsehateliersbetrieb in Hamburg, bevor sie 2003 das Studium der Audiovisuellen Medien an der Kunsthochschule für Medien Köln aufnahm. Im Rahmen dieses Studiums entstanden erste Regiearbeiten, u. a. der Kurzfilm Haarteile (2005). Wegener studierte später an The New School in New York Dokumentarfilm und Medienwissenschaften, bevor sie ihr Studium in Deutschland mit dem Diplom beendete. Ihre Abschlussarbeit, der Dokumentarfilm  Al Hansen. The Matchstick Traveller (2008) wurde im Januar 2009 in den New Yorker Anthology Film Archives uraufgeführt.
2009 erhielt Wegener das Gerd-Ruge-Stipendium zur Recherche ihres Dokumentarfilmvorhabens Mark Lombardi – Kunst und Konspiration, das im folgenden Jahr in New York gedreht wurde. Der Film über den im Jahr 2000 verstorbenen Künstler Mark Lombardi, der in seinen diagrammartigen Zeichnungen die belegbaren Verbindungen zwischen Politik, (Finanz-)Wirtschaft und organisierter Kriminalität zur bedrohlichen Schönheit verwob, feierte 2012 seine Uraufführung beim Max-Ophüls-Preis und lief anschließend unter anderem beim Sheffield Doc/Fest, Planete+Doc (Warschau), Brooklyn Film Festival und Zurich Film Festival. In den USA lief der Film unter seinem englischen Titel Mark Lombardi – Death-Defying Acts of Art and Conspiracy im Museum of Modern Art. Im Mai 2012 wurde der Film in die deutschen Kinos gebracht.
Gemeinsam mit Hannes Lang und Carmen Losmann gründete Wegener 2012 die Produktionskooperative Petrolio. Wegener und Lang, die seit dem Studium miteinander kooperieren, stellten 2014 den Kinodokumentarfilm I Want To See The Manager fertig, der seine Festivalpremiere beim dänischen CPH:DOX feierte und am 3. September 2015 in den deutschen Kinos startete. Petrolio veröffentlichte 2019 den kurzen Dokumentarfilm Riafn, der unter der Regie von Hannes Lang entstand und seine Uraufführung beim Visions du Réel feierte. 2020 folgte Carmen Losmanns abendfüllender Dokumentarfilm Oeconomia, der im Rahmen der 70. Internationale Filmfestspiele Berlin in der Sektion Forum uraufgeführt wurde. Mareike Wegeners Kurzfilm „X“, ein Ahnenritual zu Ehren der Geister des Ruhrgebiets, feierte im Mai 2021 Premiere im Deutschen Wettbewerb der Internationalen Kurzfilmtage Oberhausen und erhielt eine Nominierung für den Deutschen Kurzfilmpreis. Ihr erster abendfüllender Kinospielfilm Echo wurde 2022 zur Berlinale eingeladen.
Mareike Wegener nahm unter anderem an der Documentary Campus Masterschool, TFL Next – Feature Film vom Torino Film Lab und Emerging Producers beim Internationalen Dokumentarfilmfestival Jihlava teil. 2022 nahm sie eine Lehrtätigkeit als Gastprofessorin im Bereich Dokumentarfilm im DocNomads-Master-Programm an der LUCA School of Arts in Brüssel auf.

## Filmografie

### Regisseurin und Autorin
- 2005: Haarteile (Doku-Kurzfilm) auch Schnitt
- 2006: Ecke-Erdtrabant (Doku-Kurzfilm) auch Schnitt
- 2009: Al Hansen. The Matchstick Traveller (Dokumentarfilm) auch Schnitt
- 2010: Gartenträume (Doku-Serie für Arte; Regie 1 Folge: Kräuterblüte in Kastelruth)
- 2012: Mark Lombardi – Kunst und Konspiration (Dokumentarfilm) auch Schnitt
- 2021: X (Kurzfilm) auch Schnitt
- 2022: Echo (Spielfilm) auch Schnitt

### Co-Autorin
- 2008: Leavenworth, WA (Doku-Kurzfilm, Regie: Hannes Lang) auch Schnitt
- 2011: Peak – Über allen Gipfeln (Dokumentarfilm, Regie: Hannes Lang)
- 2014: I Want To See The Manager (Dokumentarfilm, Regie: Hannes Lang)
- 2019: Riafn (Doku-Kurzfilm, Regie: Hannes Lang)

### Produzentin
- 2014: I Want To See The Manager (Dokumentarfilm, Regie: Hannes Lang)
- 2019: Riafn (Doku-Kurzfilm, Regie: Hannes Lang)
- 2020: Oeconomia (Dokumentarfilm, Regie: Carmen Losmann)
- 2021: X (Kurzfilm, Regie: Mareike Wegener)
- 2022: Echo (Spielfilm, Regie: Mareike Wegener)

## Auszeichnungen
- 2009: Gerd-Ruge-Stipendium für „Mark Lombardi - Kunst und Konspiration“[14]
- 2013: Förderpreis des Landes Nordrhein-Westfalen für junge Künstlerinnen und Künstler[15]
- 2021: Nominierung Deutscher Kurzfilmpreis für „X“[10]
- 2022: Nominierung für den GWFF Preis Bester Erstlingsfilm der 72. Berlinale für „ECHO“[16]
- 2023: Kompagnon Fellowship, vergeben von Perspektive Deutsches Kino und Berlinale Talents für „Paraphrase über den Fund eines Handschuhs“[17]